# Laucherenstock
Laucherenstock är en bergstopp i Schweiz.   Den ligger i distriktet Nidwalden och kantonen Nidwalden, i den centrala delen av landet, 80 km öster om huvudstaden Bern. Toppen på Laucherenstock är 2 639 meter över havet, eller 212 meter över den omgivande terrängen. Bredden vid basen är 0,91 km.
Terrängen runt Laucherenstock är huvudsakligen mycket bergig. Närmaste större samhälle är Engelberg, 5,8 km sydväst om Laucherenstock. 
I omgivningarna runt Laucherenstock växer i huvudsak blandskog. Runt Laucherenstock är det ganska glesbefolkat, med 47 invånare per kvadratkilometer.